# Chenopodium chaldoranicum
Chenopodium chaldoranicum là loài thực vật có hoa thuộc họ Dền. Loài này được Rahimin. & Ghaemm. mô tả khoa học đầu tiên năm 2005.